# Ad maiorem Dei gloriam

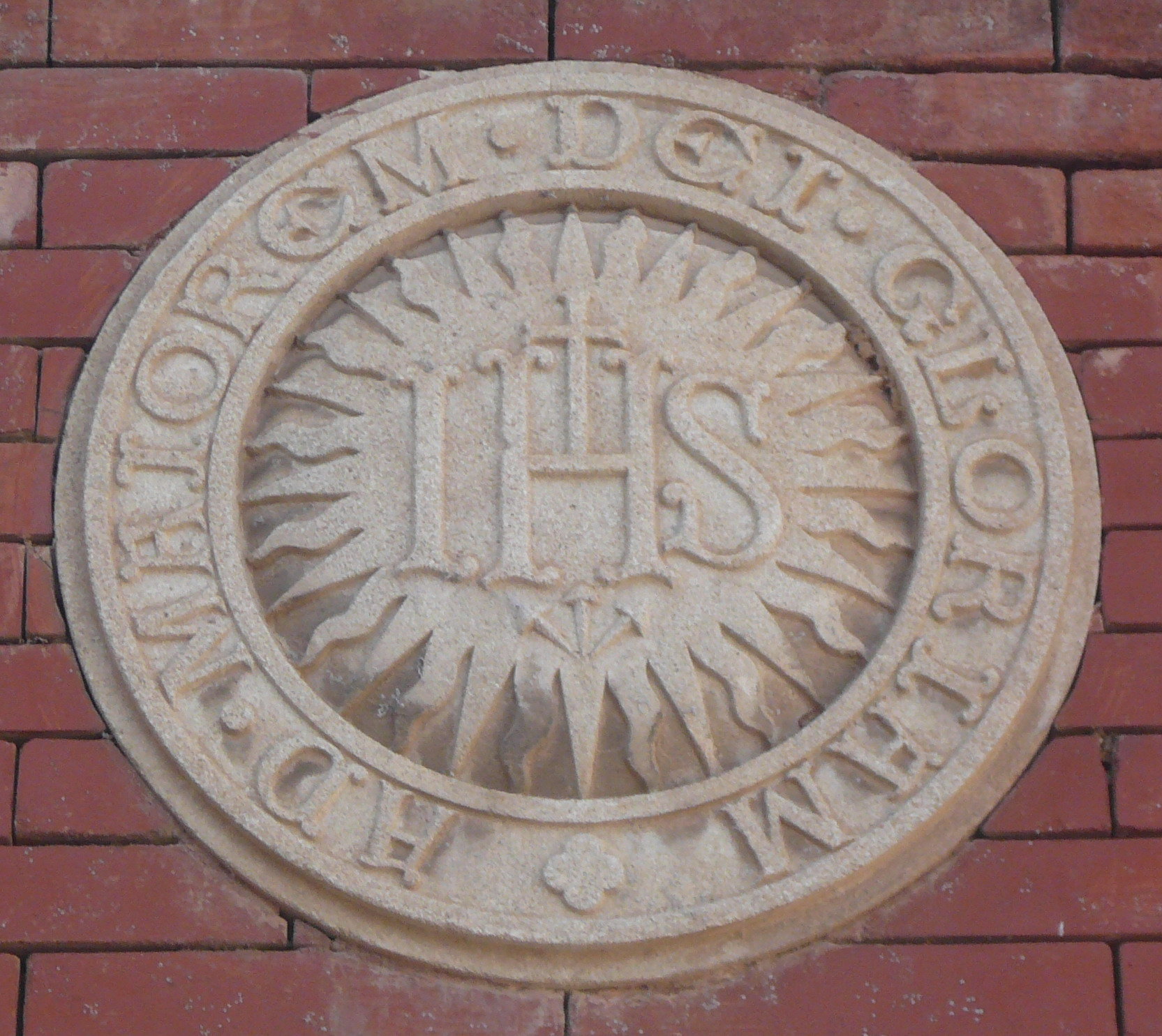
Ad maiorem Dei gloriam al voltant del cristograma IHS a l'entrada del Col·legi Sant Ignasi - Sarrià, de la Companyia de Jesús.

Ad maiorem Dei gloriam, expressió també coneguda per la seva abreviatura AMDG, és la divisa de la Companyia de Jesús, un orde religiós catòlic. En llatí significa literalment, «Per la major glòria de Déu». Se li atribueix al fundador de l'orde, sant Ignasi de Loiola, per l'ús que fa d'aquesta expressió en el seu escrits. Alguns creuen trobar un antecedent en l'expressió in gloriam Dei, que es troba en la Primera Epístola als Corintis, de sant Pau.
En canvi, l'abreviatura A.M.D.G. apareix impresa per primera vegada només bastants anys després de la seva mort, com a lema ignasià de la Companyia de Jesús. En l'edició de les Constitucions de 1606 apareix el lema íntegre, amb la imatge d'Ignasi. Els jesuïtes la solen emprar des de llavors per finalitzar els seus documents i estudis teològics.
AMDG ha estat també emprat per molts artistes; per exemple, compositors de música sacra; i, fins i tot, per compositors no catòlics, com el mateix Johann Sebastian Bach. També va servir de títol per a una polèmica novel·la de Ramón Pérez de Ayala, adaptada posteriorment al teatre pel mateix autor.